# Hakugei
Hakugei (jap. 白鯨 Hakugei) (1994–2008: White Cyclone (jap. ホワイトサイクロン Howaito Saikuron)) – wybudowana w 1994 roku przez firmę Intamin drewniana kolejka górska w japońskim parku rozrywki Nagashima Spa Land, przebudowana w latach 2018–2019 na kolejkę górską hybrydową przez amerykańskie przedsiębiorstwo Rocky Mountain Construction. Pierwszy hybrydowy roller coaster w Azji.

## Historia
W 1992 roku rząd Japonii złagodził restrykcje ograniczające dopuszczalną wysokość konstrukcji drewnianych, co umożliwiło jeszcze w tym samym roku firmie Intamin budowę pierwszej drewnianej kolejki górskiej w kraju: Jupiter.
Niedługo później budową drewnianego rollercoastera zainteresował się park Nagashima Spa Land. Zadanie zostało powierzone również firmie Intamin, a pociągi dla kolejki dostarczyła amerykańska firma Philadelphia Toboggan Coasters. Roller coaster został otwarty w sezonie 1994 pod nazwą White Cyclone.
Kolejka White Cyclone została zamknięta 28 stycznia 2018 roku.
W sezonie 2018 została ona przebudowana przez firmę Rocky Mountain Construction z wykorzystaniem technologii budowy roller coasterów hybrydowych I-Box Track. W wyniku przebudowy tor kolejki skrócił się z 1700 m do 1530 m, ale w zamian za to zyskał dodatkowe 12,6 m wysokości oraz trzy inwersje.
Pod nową nazwą Hakugei, wyremontowany roller coaster został otwarty 28 marca 2019 roku.

## Opis przejazdu
Pociąg opuszcza stację i rozpoczyna wjazd na główne wzniesienie o wysokości 55 m, na które wciągany jest przy pomocy klasycznego wyciągu łańcuchowego. Na szczycie wzniesienia wykonuje skręt o 90° w lewo po czym zjeżdża z niego pod kątem 80°, osiągając prędkość maksymalną 107 km/h. Następnie wjeżdża na kolejne wzniesienie w dwóch etapach (double up), zawraca o 180° w prawo z jednoczesnym pochyleniem na zewnątrz (wave turn) i zjeżdża z niego, również w dwóch etapach (double down). Pociąg wykonuje następnie pierwszą inwersję – zero-g-stall – rodzaj parabolicznego wzniesienia z nieważkością pokonywanego w pozycji odwróconej, zawraca o 180° w prawo w dwóch etapach, pokonuje drugą inwersję – zero-g-roll – paraboliczne wzniesienie z pełnym obrotem o 360° wokół podłużnej osi pociągu, pokonuje wzniesienie z przeciążeniami ujemnymi (airtime), zakręca o 270° w lewo, pokonuje dwa niskie wzniesienia, w tym jedno z pochyleniem w lewo, skręca o 90° w prawo i pokonuje drugi zero-g-roll. Następnie pociąg przejeżdża przez kolejne dwa niskie wzniesienia, zostaje wyhamowany i wraca na stację.

## Tematyzacja
Nazwa roller coastera, Hakugei, oznacza kaszalota, na grzbiecie którego pasażerowie podróżują po oceanie (park położony jest nad zatoką Ise). Podpory białe, tor jasnoniebieski.